# Missions espanyoles a Louisiana
Les missions espanyoles a Louisiana comprenen una sèrie d'establiments religiosos d'avançada establerts pels catòlics espanyols per tal de difondre la doctrina cristiana entre els amerindis locals.

## Missió Nuestra Señora de los Dolores de los Ais
- Establida en 1716-1717 a l'actual San Augustine, Texas
- Tancada en 1773

## Missió San Miguel de Linares de losAdaes
La Missió San Miguel de Linares de los Adaes fou la cinquena missió establida a Texas Oriental en 1716-1717. La missió era per servir a la vila índia d'Adaes just 32 km a l'oest del fort francès de Natchitoches (Louisiana). En aquells anys els espanyols reclamaren el riu Red com a frontera oriental de Texas, així que la missió fou considerada part de Texas espanyola encara que es trobava a l'actual Louisiana.
La missió va ser atacada pels soldats francesos el 1719 i va ser tancada. Tres anys més tard, el marquès de San Miguel de Aguayo va reobrir la missió, però en un lloc més a prop al Presidi de Los Adaes. La missió va romandre oberta fins a 1773.